# Brutto
BRUTTO — білоруський панк-рок-гурт Сергія Міхалка, заснований ним після припинення існування колективу Ляпис Трубецкой. Про створення проєкту оголошено 1 вересня 2014 року.

## Історія
Склад гурту на момент заснування остаточно не сформований, однак відомо, що до складу нового гурту не ввійшли три колишніх учасники колективу Ляпис Трубецкой — вокаліст Павло Булатніков, гітарист Руслан Владико та барабанщик Олександр Сторожук, оскільки зайняті власним проєктом під назвою Trubetskoy.
Дебютний альбом гурту вийшов 12 вересня 2014 року, та складається з 12 треків.
На офіційному сайті гурту музиканти позиціонують себе як:
|  | «Бригада революційного угару та творчого опору імені Орнелли Мутті. Стиль art-brut, хіт-кор, панковський пауер-ліфтинг для дітей та божевільних! Ми музичний найк та поетична IKEA. Простота! Гарантія! Якість! Нам ніколи писати замудруваті тексти та робити складні аранжування». Оригінальний текст (рос.) [«Бригада революционного угара и творческого отпора имени Орнеллы Мутти. Стиль art-brut, хит-кор, панковский пауэр-лифтинг для детей и сумасшедших! Мы музыкальный найк и поэтическая ИКЕА. Простота! Гарантия! Качество! Нам некогда писать заумные тексты и делать сложные аранжировки».] Помилка: {{Lang}}: текст вже має курсивний шрифт (допомога) |

15 березня 2015 року гурт Brutto випустив перевидання свого дебютного альбому «Underdog». В нову версію додано 7 бонусних треків: знайомі по репертуару гурту Ляпис Трубецкой «Воины света», «Железный», «Священный огонь»; англомовна версія хіта «Капитал»; а також нові пісні «Adиdas», «Гарри» та «Будзь смелым!»
1 вересня 2015 року, гурт представив кліп на однойменну з альбомом пісню «Родны Край», Режисером кліпу став вже знайомий фанатам Brutto Андрій Давидовский, який раніше зняв відео на пісні «Гири» та «Олимпия».
14 вересня 2015 року гурт Brutto випустив свій другий студійний альбом «Родны Край». В альбомі представлено 12 треків. Сергій Міхалок заявив, що в новому альбомі Brutto більш глибокі тексти, які написані раніше:
|  | «Далі корчити з себе Агнію Барто та писати спеціально примітивні тексти я не буду. Я вернусь до тої поезії, котра мені близька. Я вернусь до якихось метафор, і це буде схоже на „Железный“ чи „Воинов света“. Це мені як автору хочеться». Оригінальний текст (рос.) [«Дальше корчить из себя Агнию Барто и писать нарочито примитивные тексты я не буду. Я вернусь к той поэзии, которая мне близка. Я вернусь к каким-то метафорам, и это будет похоже на „Железный“ или „Воинов света“. Это мне как автору хочется».».] Помилка: {{Lang}}: текст вже має курсивний шрифт (допомога) |

У лютому 2017 на концерті у Гродно рок-гурту Brutto музиканти й лідер Сергій Міхалок присвятили композицію «Гаррі» українським героям, полеглим на Донбасі. Під час виконання «Гаррі» весь зал став на коліна. Так присутні виявили свою повагу загиблим і співчуття українському народові у війні з Росією.
1 травня 2017 року вийшов третій студійний альбом «РОКІ».

## Склад
- Міхалок Сергій (Міхалич), (Худрук) — вокал (2014—дотепер)
- Віталій Гурков (Огурєц) — вокал (2014—дотепер)
- Сергій Корольов (Бразіл) — вокал (2014—2021)
- Павло Третяк (Паша Ланністер), (Рудбой aka Ланністер) — гітари, клавішні (2014—дотепер)
- Денис Мельник (Лефт) — гітара, вокал (2014—дотепер)
- Петро Лосевський (Петя Аіст) — вокал (2014—дотепер)
- Денис Стурченко (Диня) — бас-гітара (2014—дотепер)[7]
- Денис Шуров (Шуруп) — ударні (2014—дотепер)[7]

Сесійні учасники
- Владислав Сенкевич (Краб) — труба (грудень 2015 — дотепер)
- Іван Галушко (Цибуля)— тромбон (грудень 2015 — дотепер)
- Дмитро Козловский (Топор) — бек-вокал (2014 — дотепер). Окрім вокалу, Дмитро Козловский виконує функцію директора гурту. В аудіо-записах «Топор» не бере участі, але іноді бере участь в концертній діяльності та знімається в кліпах.

## Дискографія

### Студійні альбоми
- Underdog (12 вересня 2014 року)
- Родны край (14 вересня 2015 року)
- РОКІ (1 травня 2017 року)

### Сингли
- BRUTTO (1 вересня 2014 року)
- Underdog (9 вересня 2014 року)[8]
- Аdиdаs (12 листопада 2014 року)
- Железный (12 листопада 2014 року)
- Будзь смелым! (15 грудня 2014 року)[9]
- Воины света (22 грудня 2014 року)
- Гарри (6 січня 2015 року)[10]
- Партизан рок (3 березня 2015 року)
- Ball (10 березня 2015 року)
- Kapital (15 березня 2015 року)
- Родны Край (1 вересня 2015 року)
- Вечірнє сонце (31 грудня 2015 року)[11].
- 12 обезьян (29 квітня 2016 року)
- Чёрный Обелиск (1 вересня 2016 року)
- Середні віки (31 жовтня 2016 року)
- РОКІ (28 лютого 2017 року)

## Відеокліпи
| Дата              | Назва пісні                           | Мова       | Режисер(и)           | Альбом                |
| ----------------- | ------------------------------------- | ---------- | -------------------- | --------------------- |
| 22 серпня 2014    | «Brutto»                              | російська  | Олександр Стеколенко | Underdog              |
| 9 вересня 2014    | «Underdog»                            | російська  | Дмитро Козловський   | Underdog              |
| 5 жовтня 2014     | «Гири»                                | російська  | Андрій Давідовскій   | Underdog              |
| 20 жовтня 2014    | «Мяч»                                 | російська  | Олексій Тєрєхофф     | Underdog              |
| 12 листопада 2014 | Adиdаs                                | російська  |                      | Underdog              |
| 15 грудня 2014    | «Будзь смелым!»                       | білоруська |                      | Underdog              |
| 26 грудня 2014    | «Наша возьме»                         | білоруська | Дмитро Козловський   | Underdog              |
| 3 березня 2015    | «Партизан рок»                        | російська  | Ігор Стеколенко      | Родны край            |
| 10 березня 2015   | «Ball» (english version)              | англійська | Олексій Тєрєхофф     | Ball (сингл)          |
| 15 березня 2015   | «Kapital» (english version)           | англійська | Ангел Ангелов        | Underdog              |
| 14 квітня 2015    | «Olympia»                             | російська  | Андрій Давідовскій   | Olympia (сингл)       |
| 1 вересня 2015    | «Родны Край»                          | білоруська | Андрій Давідовскій   | Родны Край            |
| 29 вересня 2015   | «Человек»                             | російська  | Олександр Стеколенко | Родны Край            |
| 31 грудня 2015    | «Вечірнє сонце»                       | українська | Дмитро Авдіїв        | Вечірнє сонце (сингл) |
| 29 квітня 2016    | «12 обезьян»                          | російська  | Дмитро Авдіїв        | 12 обезьян (сингл)    |
| 1 вересня 2016    | «Чёрный Обелиск»                      | російська  | Андрій Давідовский   | РОКІ                  |
| 31 жовтня 2016    | «Середні віки»                        | українська | Анна Бурячкова       | РОКІ                  |
| 22 грудня 2016    | «Чайка» (акустична версія)            | російська  | Дмитро Авдіїв        | РОКІ                  |
| 28 лютого 2017    | «РОКІ»                                | білоруська | Анна Бурячкова       | РОКІ                  |
| 23 квітня 2017    | «Чёрный обелиск» (нове ліричне відео) | російська  | Андрій Давідовский   | РОКІ                  |
| 25 вересня 2017   | «Папяроска»                           | білоруська | Андрій Давідовский   | РОКІ                  |
| 31 жовтня 2017    | «Годзе»                               | білоруська | Дмитро Авдіїв        | РОКІ                  |